# Wittgendorf (Schnaudertal)
Wittgendorf ist ein Ortsteil und eine Ortschaft der Gemeinde Schnaudertal im Burgenlandkreis in Sachsen-Anhalt. Zur Ortschaft Wittgendorf gehören neben Wittgendorf selbst die Ortsteile Dragsdorf, Großpörthen, Kleinpörthen und Nedissen.

## Geographie

Lage der ehemaligen Gemeinde Wittgendorf im Burgenlandkreis und in Sachsen-Anhalt. Südlich von Wittgendorf liegt die ehemalige Gemeinde Bröckau, die mit Wittgendorf heute die Gemeinde Schnaudertal bildet.

Wittgendorf liegt etwa acht Kilometer südöstlich von Zeitz an der Landesgrenze zu Thüringen. Der durch den Ort fließende Wittgendorfer Graben ist ein Zufluss der Schnauder.

## Geschichte
Wittgendorf wird erstmals nachweislich um 1229 unter den Namen Wittekendorph als Heimatort des Heinrich von Zeitz-Wittgendorff (lateinisch: Henricus de Cicze de villa Wittekendorph) erwähnt, eines Ritters des Deutschen Ordens.
Erneut 1288 wurde der Ortsname in Zusammenhang mit einem Ritter von Wittichendorf urkundlich erwähnt.
Die Familie hatte sich nach diesem Ort benannt. Wittgendorf gehörte zum Bezirk des Gerichts zum Roten Graben, der im Jahr 1286 an das Hochstift Naumburg-Zeitz kam. 1323 wurde Wittgendorf als Ort zum ersten Mal in einer Urkunde erwähnt. Von 1561 an stand das Hochstift Naumburg-Zeitz unter kursächsischer Hoheit; zwischen 1656/57 und 1718 gehörte es zum Sekundogenitur-Fürstentum Sachsen-Zeitz und fiel dann wieder an Kursachsen. Durch die Beschlüsse des Wiener Kongresses kam Wittgendorf im Jahr 1815 zum Königreich Preußen. Der Ort wurde 1816 dem Kreis Zeitz im Regierungsbezirk Merseburg der Provinz Sachsen zugeordnet.
1939 wurde der Nachbarort Dragsdorf nach Wittgendorf eingemeindet. Am 1. Juli 1950 wurden Großpörthen, Kleinpörthen und Nedissen in die Gemeinde Wittgendorf eingegliedert. Zum 1. Januar 2010 fusionierten die Gemeinden Wittgendorf und Bröckau zu der Gemeinde Schnaudertal.

### Rittergut
Das Rittergut Wittgendorf war ein Naumburger Stiftslehen. Seit Ende des 14. Jahrhunderts hatte die Familie von Trautzschen dort ihren Sitz. Mit dem Rittergut war ein Patrimonialgericht verbunden; die Akten des Patrimonialgerichts sind, wenn auch längst nicht vollständig, erhalten. Die Besitzer des Ritterguts hatten auch das Patronat über die Kirche in Wittgendorf. Hans Karl Heinrich von Trautzschen (1730–1812), der letzte der Familie im Mannesstamm, war auch der letzte Besitzer aus der Familie. Der Kaiserliche Hauptmann Christoph Johann von Rockhausen, Herr auf Kirchscheidungen und Albersroda, erwarb das Gut 1747 im Rahmen einer Versteigerung. Die Familie von Rockhausen saß in Wittgendorf bis 1825. Zu dem Rittergut gehörten das Herrenhaus, drei Scheunen, ein Brauhaus, außerdem Frohnen, Erbzinsen, Wiesenwachs, Holze, Baumgarten, Fischerei, Jagd, Garten, Steinbrüche. Mitte 1825 wurde das hoch verschuldete Rittergut Wittgendorf meistbietend an den pensionierten Hauptzollamtsrendanten Friedrich Leberecht Garcke versteigert. Die Familie Garcke besaß das Gut bis zur Enteignung durch die Bodenreform 1945.

### Kirche

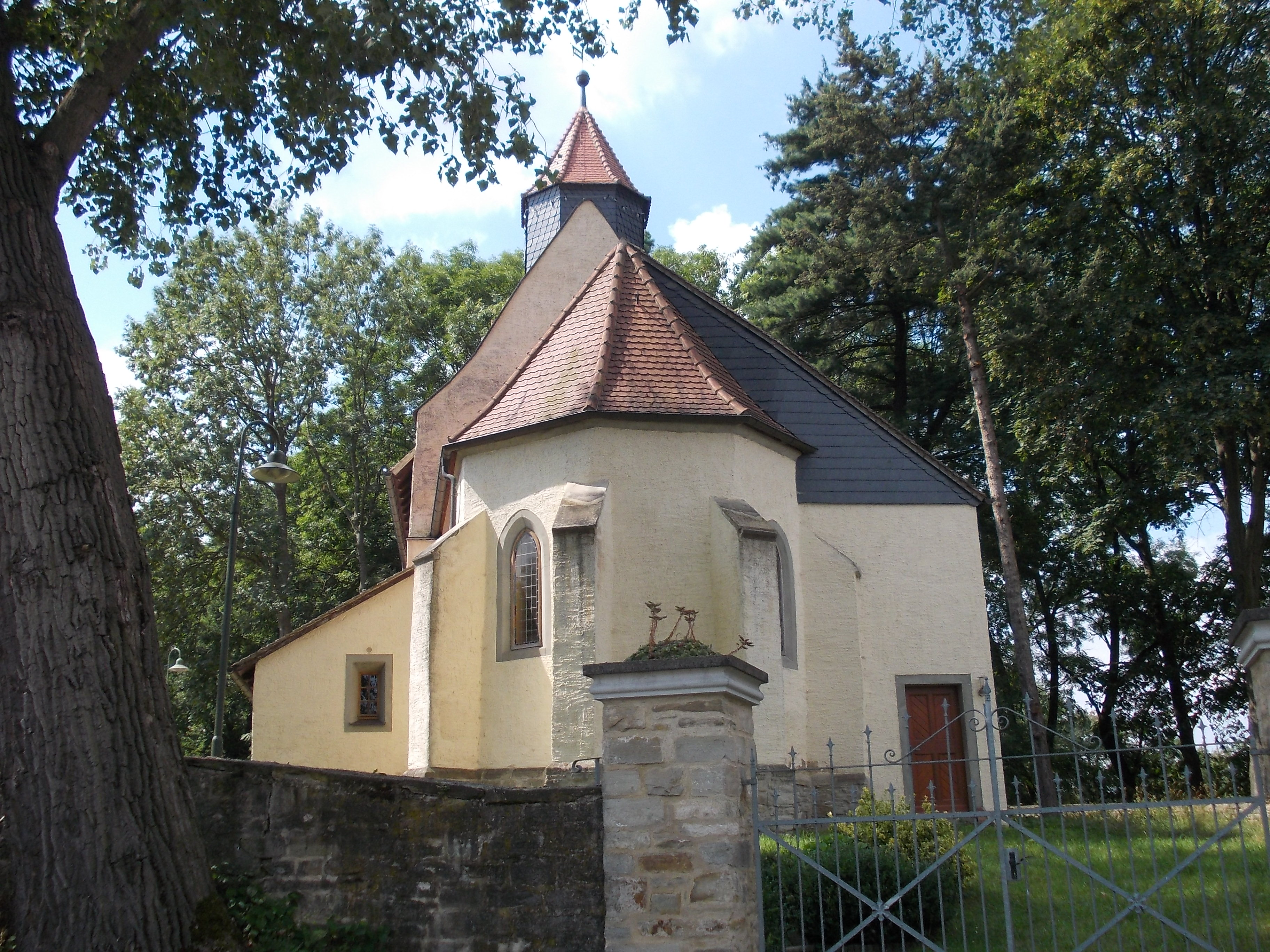
Kirche Wittgendorf

Der Kern der Kirche stammt aus romanischer Zeit. Er bildete einen Wohnturm. Die Befestigung war durch einen Graben geschützt. Der Wohnturm wurde erst in spätgotischer Zeit, in der zweiten Hälfte des 15. Jahrhunderts, durch Anbau des Chores und der Sakristei zu einer Kirche umgebaut. Die Kirche steht unmittelbar neben dem Wohnhaus des ehemaligen Rittergutshofes.
Links vom Eingang der St.-Jakob-Kirche erinnern noch zwei im Luis-Seize-Stil gehaltene Grabsteine an die Familie von Rockhausen. In der Kirche befinden sich ein wappengeschmückter Grabstein von 1650 für ein Geschwisterpaar und ein barocker Grabstein für den 1698 in Wittgendorf geborenen Premierleutnant Heinrich von Trautzsch. Neben dem Kirchhof befindet sich der Familienfriedhof der Familie Garcke. Die Kirche wurde seit etwa 1980 nicht mehr benutzt. Der Gottesdienst fand in einem Raum des benachbarten, der Kirchengemeinde gehörenden Hauses statt (Nebengebäude des ehemaligen Pfarrhofs). Ab 1993 ergriff der Tischler Jörg Junghans, in Wittgendorf geboren, die Initiative, die Kirche wiederherzustellen. Landesbischof Axel Noack weihte die Kirche am 3. April 1999 wieder ein.

### Einwohnerentwicklung
Entwicklung der Einwohnerzahl (ab 1995 31. Dezember):
| - 1990 – 737 - 1995 – 698 - 2000 – 676 | - 2003 – 675 - 2007 – 661 |

 Datenquelle: Statistisches Landesamt Sachsen-Anhalt

## Wirtschaft und Infrastruktur
Wittgendorf besaß von 1901 bis 1969 einen Anschluss an die Bahnstrecke Gera-Pforten–Wuitz-Mumsdorf.

## Persönlichkeiten
- Hans Karl Heinrich von Trautzschen (1730–1812), sächsischer Dichter und Militärschriftsteller
- Moritz Ferdinand Gustav von Rockhausen (1792–1859), sächsischer Generalleutnant und Kommandant der Festung Königstein
- Michael Krüger (* 1943), Dichter, Schriftsteller und Verleger